# Himegoto
Himegoto (ひめゴト, lit. "Segredo") é uma série de mangá japonesa escrita e ilustrada por Norio Tsukudani. Foi originalmente serializada na revista Waai! da Ichijinsha, mas posteriormente foi transferiad para outras três revistas publicadas pela Ichijinsha: Waai! Mahalo, Monthly Comic Rex e Febri. No total, Himegoto foi serializada em quatro revistas de novembro de 2011 a junho de 2015, sendo compilada em seis volumes tankōbon.
A história se concentra em Hime Arikawa, um garoto do ensino médio cuja dívida de tamanho considerável é paga pelas garotas do conselho estudantil de sua escola. Em troca, ele concorda em se juntar ao conselho estudantil e passar o resto de sua vida escolar vestido como uma mulher. Uma adaptação de anime pela Asahi Production foi ao ar de julho a setembro de 2014. Os críticos criticaram-na pelas suas personagens, pelo seu foco na humilhação e na vergonha, e pela dependência de uma única piada ao longo da série inteira.

## Desenvolvimento
Norio Tsukudani baseou Himegoto em um mangá yonkoma anterior que ela desenhou por diversão durante seu tempo como estudante. Naquela época, as personagens principais que compõem o conselho estudantil eram membros do clube de teatro. No entanto, Tsukudani decidiu mudar isso ao desenvolver Himegoto para ser serializado em Waai!, da Ichijinsha. revista, e ela decidiu que seria mais fácil lidar com uma personagem cross-dresser se estivesse no conselho estudantil. Antes de criar Himegoto, Tsukudani leu várias obras de ficção que apresentavam garotos que se vestiam como mulher, mas muitas delas apresentavam os garotos pareados com outros garotos. Quando ela propôs a ideia de Himegoto, ela queria juntar um garoto cross-dresser com garotas, algo que a própria Tsukudani queria ler. Dessa forma, ela pensou que uma variedade de pessoas diferentes iriam gostar.
Ao desenhar o mangá, Tsukudani tentou escrever cenas que fossem fáceis de ler, algo que ela sentiu que não conseguiu fazer bem quando a serialização do mangá começou. O que ela sentia ser mais importante era retratar as personagens da forma mais fofa possível. Ao desenvolver as personagens, ela baseou as integrantes femininas do conselho estudantil e Tadokoro em amigas que ela tinha no clube de teatro quando era estudante. No entanto, Hime foi criado do zero usando os ideais de Tsukudani para um garoto cross-dresser como base para a personagem, incluindo seu cabelo rosa, tranças laterais e o fato de ele ser forçado a se vestir como mulher. Ao desenvolver os membros do comitê de moral pública, Tsukudani já havia decidido ter dois irmãos cross-dressers, o que levou ao desenvolvimento de Kaguya. A editora de Tsukudani sugeriu fazer de Kaguya a protagonista do mangá spin-off Himegoto+, e ela queria dar a Kaguya uma parceira, então ela criou a No. 1 e pensou que poderia muito bem a transformar em uma garota cross-dresser. Para Mitsunaga e Hiro, ela queria que eles se vestisse como mulher devido a algum problema preconcebido. Tsukudani teve o cuidado de projetar as personagens para manter um equilíbrio entre eles, incluindo a cor do cabelo que eles teriam.
Embora Tsukudani mantivesse um caderno com ideias para histórias, ela admitiu que em muitas ocasiões o tema de um capítulo nasceu de seus próprios devaneios. Após decidir o tema, ela fez as personagens se movimentarem em sua cabeça e então elaborou o enredo e o storyboard. Como ela tinha uma noção sólida de quem eram as personagens, ela notou que elas se moviam por conta própria. Por outro lado, se as personagens eram rígidos com um tema específico, Tsukudani não conseguia desenvolver uma história interessante e partia para outra ideia. O tema desenvolvido para o mangá serializado na Febri tinha a ver com aspectos bônus da história que ela não conseguiu desenhar na serialização principal, bem como eventos que ocorreram entre os capítulos da história principal.

## Mídias

### Mangá
Himegoto foi escrito e ilustrado por Norio Tsukudani. A serialização começou no volume sete da revista Waai! da Ichijinsha em 25 de novembro de 2011 como um mangá de tira de história em quadrinhos de quatro painéis e continuou até 25 de fevereiro de 2014, quando a publicação da Waai! foi suspensa. A série spin-off Himegoto+ foi serializada na revista irmã da Waai!, a Waai! Mahalo, entre 25 de abril de 2012 e 25 de dezembro de 2013. Outra versão de Himegoto foi serializada entre a edição de dezembro de 2013 da revista Comic Rex da Ichijinsha, vendida em 27 de outubro de 2013, e a edição de agosto de 2015, vendida em 27 de junho de 2015. Tsukudani serializou outra versão de Himegoto na revista Febri da Ichijinsha entre o volume 23, vendido em 20 de junho de 2014, e o volume 29, vendido em 17 de junho de 2015. Ichijinsha publicou seis volumes tankōbon entre 19 de fevereiro de 2013 e 27 de julho de 2015. Uma edição especial do volume quatro foi incluída com um CD de drama. Ichijinsha publicou a antologia Himegoto Comic Anthology (ひめゴト コミックアンソロジー)  em 3 de setembro de 2014.

### Anime
Uma adaptação de anime de 13 episódios, dirigida por Takeyuki Yanase e produzida pela Asahi Production, foi ao ar no Japão entre 7 de julho e 29 de setembro de 2014 na BS11. Cada episódio tem cerca de três a quatro minutos de duração. O roteiro foi escrito por Kazuho Hyodō, e Masaaki Sakurai baseou o design dos personagens usados no anime nos designs originais de Norio Tsukudani. O tema de abertura é "Troublemaker" (とらぶるめーかー, Toraburumēkā) e o tema de encerramento é "Makeup!" (めーきゃっぷ!, Mēkyappu!); ambos são cantados por I My Me Mine, um grupo composto por Yūki Kuwahara, Yuka Matenrō, Saki Ono e Hisako Tōjō. O single contendo as músicas-tema foi lançado em 5 de março de 2014. A série foi lançada em Blu-ray no Japão em 26 de novembro de 2014.
Um programa de web rádio apresentado pelos membros de I My Me Mine para promover o anime chamado Shimoshina Seitokai no Himegoto Radio (霜科生徒会のひめゴトラジオ, Rádio do Conselho Estudantil da Escola Shimoshina de Himegoto) transmitiu 24 episódios entre 16 de abril e 24 de setembro de 2014. O programa foi transmitido online todas as quartas-feiras, sendo produzido pela estação de rádio japonesa Onsen. Seis volumes de compilação em CD foram lançados entre 1º de julho e 18 de outubro de 2014.

## Recepção
O crítico Chris Beveridge do The Fandom Post descreveu o formato de episódios curtos do anime como oferecendo "mais comédia direta, acertos mais rápidos e mais brincadeira e abuso quando se trata de questões de gênero". Ele chamou inicialmente a premissa de "familiar, mas divertida" com "material excêntrico suficiente" para divertir o público.  No final da série, Beveridge observou que a abordagem da série se concentrava na humilhação e na vergonha, dizendo que "funciona uma piada e faz o possível para destruí-la o máximo possível".  Tim Jones, do THEM Anime Reviews, criticou fortemente a série, chamando o tratamento das garotas do conselho estudantil em relação a Hime de "sinistro e de mau gosto". Jones expressou sua frustração com cada episódio, criticando duramente as personagens e a usar uma "terrível premissa de uma piada". Tanto Hime quanto Kaguya foram classificadas nos resultados de uma pesquisa do Goo Rankings de 2016 sobre os personagens otokonoko mais populares no Japão, no entanto, ficaram em 5º e 20º lugar, respectivamente.

## Links externos
- Himegoto na Ichijinsha (em japonês)
- Site oficial do anime (em japonês)
- Himegoto (mangá) na enciclopédia do Anime News Network (em inglês)